# Космическая трилогия
«Косми́ческая трило́гия» — цикл научно-фантастических романов К. С. Льюиса, написанный в 1938—1945 годах. Состоит из книг «За пределы безмолвной планеты», «Переландра» и «Мерзейшая мощь». В русском переводе книги трилогии были впервые изданы в 1992—1993 годах. 
К циклу также примыкает неоконченная рукопись Льюиса «Тёмная башня», найденная после его смерти среди его бумаг и представляющая собой начало романа, продолжающего первую часть трилогии «За пределы безмолвной планеты»; эта рукопись была опубликована лишь в 1977 году (в русском переводе в 2021 году).

## Синопсис
Действие трилогии разворачивается накануне, во время и после окончания Второй мировой войны.

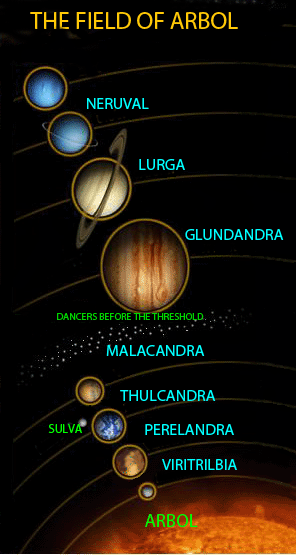
Планеты Солнечной системы с названиями из вселенной трилогии

### За пределы безмолвной планеты
Филолог Рэнсом против своей воли попадает на Марс (Малакандру), где встречается с представителями различных рас, обитающих на этой планете. Все эти расы живут мирно, в отличие от людей на Земле (Тулкандре), и управляются эльдилами — невидимыми ангелоподобными существами. Рэнсом узнаёт, что верховный эльдил (уарса) Земли когда-то нарушил план Бога (Малельдила) и стал «порченым», из-за чего Земля попала в тяжёлый период своего существования, в отличие от остальных планет Солнечной системы. С этим знанием Рэнсом возвращается на Землю.

### Переландра
Высшие силы призывают Рэнсома в путешествие на Венеру (Переландру), где ему предстоит сражение с дьяволом, вселившимся в тело физика Уэстона. Венера представляет собой мир до грехопадения, и дьявол начинает искушать Королеву Переландры с тем, чтобы она ослушалась заповеди Малельдила. Рэнсому удаётся одолеть Уэстона, убив его, и тем самым изгнав дьявола с Переландры. Он присутствует при том, как Король и Королева Переландры вступают во владение планетой: на Венере осуществляется то, что вследствие грехопадения не осуществилось на Земле.

### Мерзейшая мощь
Действие происходит в Англии, где разворачивается противостояние «Британии» и «Логриса» — первая сила воплощается в сотрудниках ГНИИЛИ, научного института, в котором проводятся опыты над людьми с целью изменить человеческую природу и резко сократить население планеты. Вторая сила представлена Рэнсомом, получившим титул Пендрагона и повелителя Логриса, и его единомышленниками. К ним примыкает и проснувшийся Мерлин, который насылает на ГНИИЛИ проклятие Вавилонской башни. Сотрудники ГНИИЛИ гибнут, победа в битве оказывается за Логрисом, и Рэнсом возвращается на Переландру.

## Оригинальные издания
- Lewis, C.S. Out of the Silent Planet. London : The Bodley Head, 1938.
- Lewis, C.S. Perelandra: A Novel. London : The Bodley Head, 1943.
- Lewis, C.S. That Hideous Strength: A Modern Fairy-Tale for Grown-ups. London : The Bodley Head, 1945.

## Критика
Е. Н. Ковтун в книге «Художественный вымысел в литературе XX века» на примере космической трилогии рассматривает взаимопроникновение научной фантастики и фэнтези. Космическая трилогия начинается в рамках научной фантастики стиля Жюля Верна и Герберта Уэллса. По мере развития сюжета от первой книги трилогии к третьей появляются и усиливаются элементы фэнтези. Однако «волшебные» элементы развиваются в рамках рационально-фантастической гипотезы (путешествие на другие планеты, искусственное продление жизни и другое). В последней части трилогии происходит соединение научной и христианско-мифологической картины мира в авторскую концепцию бытия. Постепенный переход от научной фантастики к фэнтези проявляется в сюжетной композиционной схеме трилогии и в изменении функций и трактовки главных персонажей. В первой части трилогии, романе «За пределы безмолвной планеты», главный герой филолог Рэнсом в качестве пленника отправляется на космическом корабле на Марс. В романе «Переландра» Рэнсом чудесным образом переносится на Венеру как посланец духа для спасения человечества этой планеты от грехопадения. В романе «Мерзейшая мощь» Рэнсом выполняет функцию орудия Господа и спасает уже Землю от нравственной катастрофы. 
В своей трилогии Льюис использует идеи Вольтера (роман «Микромегас») и Д. Эстор (роман «Путешествие в другие миры» 1894 год). В указанных романах космические путешествия сочетаются с мистическим общением человеческих душ. Новизна трилогии Льюиса заключается в том, что данное сочетание научно-фантастических и фэнтезийных элементов используется не для отрицания или пародирования реальности, а как дополнение и расширение материального мира. В первой книге трилогии идёт практически буквальное воспроизведение штампов научной фантастики раннего периода (по мнению Ковтун, имеющее элемент скрытой иронии): элемент случайности и тайны, описание космического путешествия с подробным описанием конструкции межпланетного корабля и приключенческий сюжет. Главный злодей Уэстон является классическим образом «сумасшедшего учёного» американской science fiction начала XX века, непоколебимо верящего в величие науки и стремящегося любой ценой воплотить в жизнь свои научные идеи. По замыслу Льюиса, Уэстон (как воплощение философии научной фантастики) преувеличивает роль научно-технического прогресса и игнорирует духовные ценности.